# Zenon Płatek

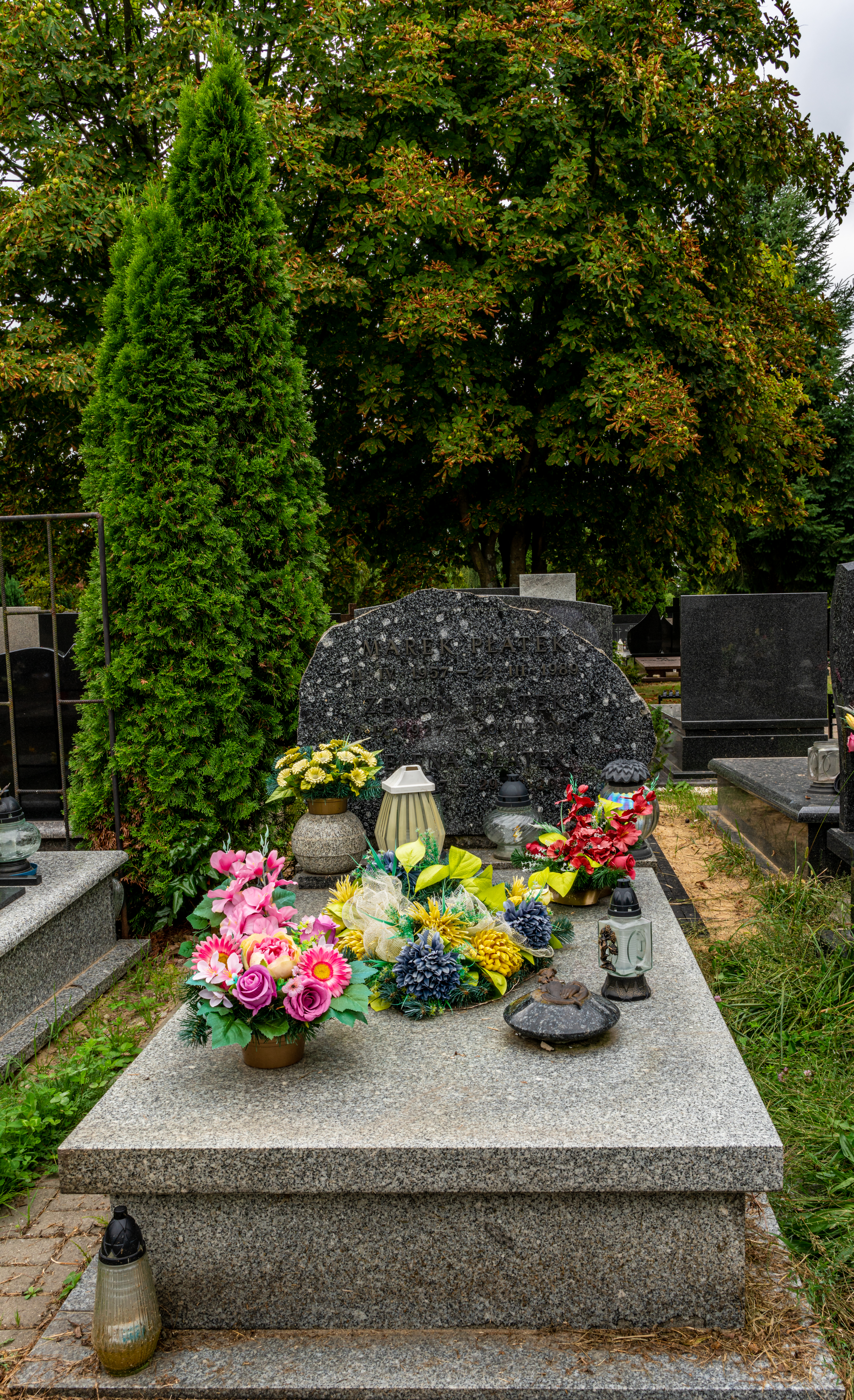
Grób Zenona Płatka na cmentarzu Komunalnym Północnym w Warszawie

Zenon Jan Płatek (ur. 6 września 1927 w Jaksicach, zm. 20 czerwca 2009 w Warszawie) – generał brygady MO.

## Życiorys
Syn Jana i Anny. W okresie od maja 1948 do września 1949 ukończył szkołę podoficerską KBW. Od listopada 1953 pracował w WUBP w Rzeszowie. W lipcu 1959 ukończył Roczną Oficerską Szkołę Zawodową SB w CW MSW w Legionowie. 
Od 1 marca 1968 do 30 września 1970 zastępca naczelnika wydziału IV KW MO w Rzeszowie, od 1 października 1970 do 31 lipca 1974 jego naczelnik, od 19 listopada 1973 do czerwca 1976 był kierownikiem Samodzielnej Grupy „D” Departamentu IV MSW, zajmującej się dezintegracją kościoła katolickiego w Polsce, naczelnik Wydziału I Departamentu IV MSW (kierownicze ogniwa Kościoła katolickiego) od 1 lutego 1976 do kwietnia 1979, zastępca dyrektora Departamentu IV MSW od 20 kwietnia 1979 do 16 grudnia 1981, dyr. IV Departamentu MSW od 16 grudnia 1981 do 30 października 1984. W 1983 mianowany generałem brygady.
Do dzisiaj niejasny pozostaje związek Zenona Płatka z zamachem na życie papieża Jana Pawła II. W kwietniu 1979 Płatek udał się do Wiednia, by odbyć spotkanie z prowadzonym przez siebie tajnym współpracownikiem SB ps. Tango w ramach ściśle tajnej operacji pod kryptonimem Triangolo. W tym samym czasie w Wiedniu przebywał turecki terrorysta Mehmet Ali Ağca.
2 listopada 1984 Płatek został zawieszony w obowiązkach służbowych w związku z zamordowaniem ks. Jerzego Popiełuszki. Mianowany rezydentem MSW, formalnie kierownikiem Grupy Operacyjnej Nr 5 „Praga” przy ambasadzie PRL w Pradze (1986–1990). W latach 1985–1989 pełnił funkcję zastępcy Dyrektora Departamentu V MSW. W listopadzie 1989 został mianowany zastępcą Dyrektora Departamentu Ochrony Gospodarki MSW, pełnił tę funkcję do marca 1990. W październiku 1990 aresztowany wraz z gen. Władysławem Ciastoniem i oskarżony o sprawstwo kierownicze zabójstwa ks. Jerzego Popiełuszki. Został przez sąd uniewinniony.
Pochowany na Cmentarzu Północnym w Warszawie.

## Ordery i odznaczenia
- Krzyż Komandorski Orderu Odrodzenia Polski (1984)[10],
- Krzyż Oficerski Orderu Odrodzenia Polski,
- Krzyż Kawalerski Orderu Odrodzenia Polski,
- Srebrny Krzyż Zasługi,
- Medal 30-lecia Polski Ludowej,
- Srebrna Odznaka „Za zasługi w ochronie porządku publicznego”,
- Brązowa Odznaka „Za zasługi w ochronie porządku publicznego”,
- Odznaka „20 Lat w Służbie Narodu”,
- Srebrne Odznaczenie im. Janka Krasickiego,
- Odznaka „10 Lat w Służbie Narodu”,
- Złota Odznaka „W Służbie Narodu”,
- Złota Odznaka „Za zasługi w ochronie porządku publicznego”,
- Odznaka Zasłużony dla Województwa Rzeszowskiego,
- Specjalna Odznaka ORMO,
- Medal „Za umacnianie braterstwa broni”.